# Mszanianka
Mszanianka – polski folklorystyczny zespół śpiewaczy z Mszany. Powstał w 1986 r. przy Wiejskim Ośrodku Kultury i Rekreacji w Mszanie. W repertuarze zespołu są pieśni biesiadne oraz kolędy i pasterałki. Większa część repertuaru wykonywana jest w języku śląskim. Zespół kultywuje również tradycje ludowe regionu. 
Zespół występuje na okolicznościowych regionalnych imprezach i festiwalach, a także występuje gościnnie na różnych koncertach. Regularnie uczestniczy w dekanalnych spotkaniach kolędowych, wodzisławskich spotkaniach z folklorem, Dniach Gminy Mszana i gminnych dożynkach. Ma na celu głównie propagowanie tradycji ludowych wśród młodzieży i przybliżanie jej innym. Stroje zespołu opierają się głównie na śląskich strojach ludowych. Próby zespołu odbywają się w każdą środę.
W konkursie Złoty Kłos organizowanym przez Gminny Ośrodek Kultury w Zebrzydowicach w kategorii zespołów śpiewaczych z akompaniamentem Mszanianka zajęła pierwsze miejsce. W konkursie uczestniczyło 107 zespołów i solistów.